# Grammy Awards
O Grammy Awards é uma cerimônia de premiação anual da Academia de Gravação dos Estados Unidos, para reconhecer a excelência na indústria da música. É considerado o prêmio mais importante da música mundial, sendo um dos quatro principais prêmios anuais de entretenimento, junto com o Oscar (cinema), o Emmy Awards (televisão) e o Tony Awards (teatro).
A primeira cerimônia do Grammy Awards foi realizada em 4 de maio de 1959, para homenagear as realizações musicais dos artistas no ano de 1958. Após a cerimônia de 2011, a Academia de Gravação reformulou muitas categorias do Grammy Award para 2012.

## Etimologia
O nome da premiação tem origem no troféu Grammy que os ganhadores recebem; uma pequena estatueta que representa um gramofone. A cerimônia de entrega dos prêmios apresenta performances de artistas proeminentes.

## História
A criação do Grammy Award remonta ao ano de 1957, quando sete empresários da indústria musical foram convocados para indicar nomes para compor a Calçada da Fama, no distrito de Hollywood (Los Angeles), onde decidiram uma forma de recompensar talentos e contribuição no ramo musical, sem considerar o desempenho de vendas ou posição nas paradas de sucesso, conforme faziam as instituições do cinema.
A Academia de Artes de Gravação criou a cerimônia como uma estratégia da indústria para enfrentar a popularidade do Rock & Roll, que ameaçava o padrão de qualidade do ramo musical. Assim honrando a "boa música”, desconsiderando o rebelde,  moderno e urbano, como por exemplo o Rhythm and blues e o Rap.
Em 4 de maio de 1959, o Gramophone Awards foi inaugurado em um banquete, festivo intimista e formal, simultâneo em Los Angeles, no Beverly Hilton Hotel, e em Nova York, para celebrar os lançamentos do ano anterior.

## Indicação e escolha dos vencedores
O processo corre da seguinte forma:
1. Formulários com questionários são enviados aos associate members (membros associados), meses antes da cerimônia do prêmio, que respondem aos questionários relativos a certas categorias somente quanto a quem mereceria ser considerado para a votação nestas categorias; uma espécie de indicação a candidatura. Os membros associados não votam, simplesmente marcam seus desejos - ou seja, quem eles gostariam de nomear - ver como candidato a ganhar o prêmio.
2. Os voting members (membros votantes), por sua vez, registram seus votos àqueles mais escolhidos pelos associados. e mais outros votos de categorias exclusivas aos membros votantes.
3. A junta curadora da NARAS (board of trustees) decide então, por sua vez, dentro dos mais votados pelos membros votantes, quais os indivíduos que receberão os prêmios – podendo ainda a board mudar e escolher qualquer recipiente de qualquer categoria por desejo e opinião dela própria – mesmo se o homenageado ainda não tiver sido votado antes. A board of trustees (junta da curadoria) da NARAS tem o voto e decisão final irrevogável.

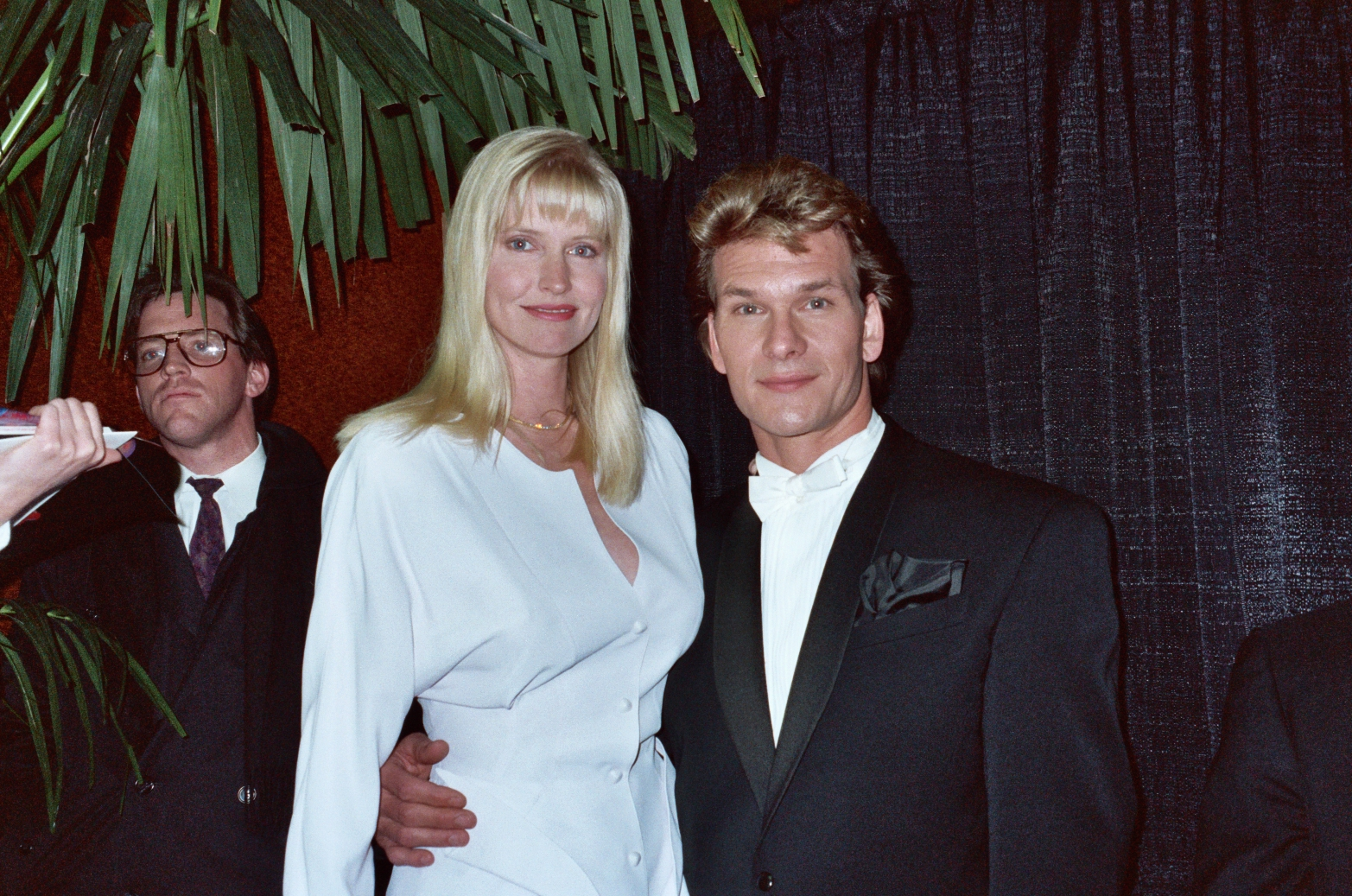
Patrick Swayze e sua esposa, Lisa Niemi no Grammy Awards 1990.

## Edições
| - 01.ª (1959) - 02.ª (1959) - 03.ª (1961) - 04.ª (1962) - 05.ª (1963) - 06.ª (1964) - 07.ª (1965) - 08.ª (1966) - 09.ª (1967) - 10.ª (1968) - 11.ª (1969) - 12.ª (1970) - 13.ª (1971) - 14.ª (1972) - 15.ª (1973) - 16.ª (1974) | - 17.ª (1975) - 18.ª (1976) - 19.ª (1977) - 20.ª (1978) - 21.ª (1979) - 22.ª (1980) - 23.ª (1981) - 24.ª (1982) - 25.ª (1983) - 26.ª (1984) - 27.ª (1985) - 28.ª (1986) - 29.ª (1987) - 30.ª (1988) - 31.ª (1989) - 32.ª (1990) | - 33.ª (1991) - 34.ª (1992) - 35.ª (1993) - 36.ª (1994) - 37.ª (1995) - 38.ª (1996) - 39.ª (1997) - 40.ª (1998) - 41.ª (1999) - 42.ª (2000) - 43.ª (2001) - 44.ª (2002) - 45.ª (2003) - 46.ª (2004) - 47.ª (2005) - 48.ª (2006) | - 49.ª (2007) - 50.ª (2008) - 51.ª (2009) - 52.ª (2010) - 53.ª (2011) - 54.ª (2012) - 55.ª (2013) - 56.ª (2014) - 57.ª (2015) - 58.ª (2016) - 59.ª (2017) - 60.ª (2018) - 61.ª (2019) - 62.ª (2020) - 63.ª (2021) - 64.ª (2022) | - 65.ª (2023) - 66.ª (2024) |

## Grammy Latino
Com o objetivo de prestigiar a música latina, foi criado em 2000 o Latin Grammy Awards. A versão latina do prêmio tem diversos gêneros, subdivididos em categorias tais como: gravação do ano, álbum do ano, música do ano e melhor artista revelação, como a versão em língua inglesa, também há categorias para gêneros musicais propriamente latinos como a salsa entre outras.
Anteriormente existia a categoria "Brasileira" que foi renomeada para "Música em língua portuguesa" em 2016. Entre as subcategorias dentro dessa estão: Melhor Álbum Pop Contemporâneo em Língua Portuguesa, Melhor Álbum de Rock em Língua Portuguesa, Melhor Álbum de Samba/Pagode, Melhor Álbum de MPB, Melhor Álbum de Música Sertaneja, Melhor Álbum de Música Regional ou de Raízes Brasileiras e Melhor Canção em Língua Portuguesa.

## Categorias
Entre as categorias, quatro delas não são restritas por gênero.
- Álbum do Ano: são premiados o artista e a equipe de produção de um álbum.
- Gravação do Ano: são premiados o artista e a equipe de produção de uma música.
- Canção do Ano: são premiados os compositores de uma música.
- Artista Revelação: é premiado um novo artista promissor, que lançou naquele ano a primeira gravação que estabeleceu sua identidade junto ao público (não sendo necessário ser o seu primeiro lançamento).

Outras categorias premiam as performances e produções em gêneros específicos, assim como contribuições em vídeo, entre outros. Entre as categorias premiadas pelo Grammy estão:
- Best Long Form Music Video
- Melhor álbum vocal de pop
- Best Traditional R&B Vocal Performance
- Best Female R&B Vocal Performance
- Best Contemporary R&B Album
- Best Dance Recording
- Best Rap/Sung Collaboration
- Best Reggae Album
- Melhor álbum de rap
- Melhor desempenho solo de rap
- Melhor performance de rock instrumental

## Ganhadores brasileiros
Vários artistas do Brasil já ganharam o Grammy desde o início da existência do prêmio:
- Laurindo Almeida (performance clássica instrumental por solista ou duo com The Spanish Guitars of Laurindo Almeida em 1960, performance clássica vocal ou instrumental em Chamber music com Conversations with the Guitar em 1960, composição clássica contemporânea com Discantus em 1961 {empatado com Igor Stravinsky}, performance instrumental por solista sem orquestra com Reverie for Spanish Guitars em 1961, performance instrumental jazz- grupo grande com Guitar from Ipanema em 1964);
- Astrud Gilberto (que em 1964 dividiu o prêmio de gravação com Stan Getz por The Girl from Ipanema);
- João Gilberto (álbum do ano e performance de jazz instrumental com grupo pequeno pelo disco Getz/Gilberto, em parceria com Stan Getz, em 1964), (álbum de world music com João Voz e Violão, em 2001);
- Eumir Deodato (performance de pop instrumental, com Also Sprach Zarathustra, em 1973);
- Laudir de Oliveira, percussionista da Banda Chicago pela música If You Leave Me Now, na categoria Melhor Performance Vocal Pop por um Duo, Grupo ou Coro em 1977.
- Heitor Villa-Lobos e Bidu Sayão (hall da fama do Grammy, com Bachianas Brasileiras n.º 5 - Aria, em 1984);
- Roberto Carlos (álbum de pop latino em 1988);
- Sérgio Mendes (álbum de world music, com o disco Brasileiro, em 1992);
- Antônio Carlos Jobim (álbum de jazz latino, com Antônio Brasileiro, em 1996);
- Milton Nascimento (álbum de world music, com Nascimento, em 1997);
- Gilberto Gil (álbum de world music, com Quanta Live, em 1998 e com Eletroacústico, em 2005);
- Caetano Veloso (álbum de world music, com Livro, em 2000);
- Alex Klein (melhor performance instrumental de solista de música clássica (com orquestra), 2001 - concertos para sopro de Strauss e concerto para oboé);
- Alegre Corrêa, como guitarista da banda Zawinul Syndicate (pelo álbum 75, na categoria Melhor Álbum de Jazz Contemporâneo [2] em 2009);
- Eliane Elias (pelo álbum Made In Brazil, na categoria de Melhor Álbum de Jazz Latino, em 2016, e Mirror Mirror, em parceria com Chick Corea e Chucho Valdés, na categoria de Melhor Álbum de Jazz Latino em em 2022 );
- Kiko Loureiro, guitarrista da Banda Megadeth (pelo álbum Dystopya, na categoria Melhor Performance Metal em 2017).
- Fabrizio Moretti, baterista da Banda The Strokes (pelo álbum The New Abnormal, na categoria Melhor Álbum de Rock em 2021);
- O grupo musical Boca Livre (álbum de pop latino, com Pasieros, em parceria com Rubém Blades em 2023).

## Críticas
O Grammy Awards tem recebido críticas de vários artistas e jornalistas do mundo da música.
Em 1996, quando a banda Pearl Jam ganhou um Grammy na categoria Melhor Performance de Hard Rock, o cantor Eddie Vedder comentou no palco:
"Eu não sei o que isso significa, eu não acho que isso significa alguma coisa.".
 Em 2008, Glen Hansard, do grupo de rock The Frames, declarou que: 
"O Grammy representa algo fora do mundo real da música, que é totalmente da indústria base."
E completou o discurso afirmando não estar interessado em assistir a cerimônia daquele ano, apesar de indicado em duas categorias diferentes.
Maynard James Keenan, vocalista da banda de metal Tool, não compareceu à cerimônia do Grammy Awards para receber um dos prêmios, afirmando: 
"Eu acho que o Grammy não é nada mais do que uma gigantesca máquina promocional para a indústria da música. Eles atendem a um intelecto baixo e se alimentam do que não presta. Eles não honram as artes ou o artista para que eles criaram esse prêmio."
Regis Tadeu, escreveu uma crítica para premiação no Yahoo!: 
"Com o passar dos anos, cheguei à conclusão que não valia mais a pena escrever as mesmas coisas de sempre: que este tipo de espetáculo pouco engraçado e deprimente, um retrato fiel de uma indústria musical que ainda insiste em arrastar correntes por aí, tal qual uma alma penada em busca de algum tipo de redenção. (...) [U]ma transmissão de três horas e meia de um desfile de momentos constrangedores e de baixíssimo nível musical/artístico como um todo."

## Os prêmios na indústria de gravação
O Grammy Award é uma das premiações musicais anuais do continente Americano, entre outros existem: Billboard Music Awards, American Music Awards e a cerimônia de introdução ao Rock and Roll Hall of Fame. Apesar disso, a cerimônia de entrega do Grammy Awards, geralmente em fevereiro, é considerado a versão do Oscar (Academy Awards) na indústria musical dos Estados Unidos, relativa à cerimônia da Academy of Motion Picture Arts and Sciences.
Como o Oscar, os prêmios Grammy, que inicialmente tinham 105 categorias dentro de trinta gêneros musicais, mas que agora cortou 31 categorias caindo para 78 no total são recomendados, votados e escolhidos num processo complexo e harmonioso entre os membros e a junta diretória da National Academy of Recording Arts and Sciences - ao contrário do American Music Awards, que é feito por voto popular (considerado a versão popular do Grammy) e o Billboard Music Awards, que é baseado nas vendas e popularidade das tabelas musicais da revista norte-americana Billboard.